# Берлянт Олександр Михайлович
Берлянт Олександр Михайлович (9 жовтня 1937 року, Москва) — радянський і російський географ-картограф, професор, заслужений діяч науки Російської Федерації (2002), заслужений професор Московського університету (2004).

## Біографія
Народився Олександр Михайлович 9 жовтня 1937 року в Москві, столиці СРСР. Упродовж 1957—1958 років техніком-геофізиком аерогеофізичних експедицій на Крайній Півночі. Після закінчення географічного факультету Московського державного університету 1962 року (кваліфікація «географ-картограф») працював за фахом в геологічних експедиціях на Європейській півночі, в Західному Сибіру і Якутії.
1966 року захистив кандидатську дисертацію на тему картографічних методів вивчення неотектоніки, після чого був запрошений асистентом на кафедру картографії географічного факультету МДУ. 1976 року захистив докторську дисертацію із загальної теорії картографічного методу дослідження. 1987 року призначений професором кафедри картографії та геоінформатики МДУ. Впродовж 1990—2009 років завідувач цієї кафедри.
Очолював Секцію географічної картографії навчально-методичного об'єднання університетів, був членом наукових рад з геоінформатики Російської академії наук (РАН) та з проблем географічної освіти Російської академії освіти (РАО). Член Російської академії природничих наук та ряду громадських організацій: Президії Національної ради картографів Росії, Вченої ради Російського географічного товариства, Президії Товариства геодезії, картографії та землеустрою, Президії ГІС-асоціації, комісії з теорії картографії Міжнародної картографічної асоціації, голова Відділення картографії Московської філії Російського географічного товариства та ін.
Відповідальний редактор реферативного журналу «Картография» ВИНИТИ РАН, член редколегій журналів «Вестник Московского университета. Серия География», «ГИС-обозрение», «Информационный бюллетень ГИС-Ассоциации», «Геоморфология», «Геодезия и картография», «География в школе», «География и экология в школе», «Живописная Россия».

## Наукові праці
Наукові інтереси стосуються Олександра Михайловича стосуються таких областей: теорія картографії, розробка методів використання карт в наукових дослідженнях, проблематика картографічних образів. У середині 1980-х років Берлянт висунув ідею геоіконіки — загальної теорії геозображень, що поєднує картографію, дистанційне зондування і геоінформатику. Цій проблемі присвячені багато його статей, доповіді та монографії, роботи його учнів, серед яких 18 кандидатів та 3 доктори наук.
Олександр Михайлович Берлянт автор понад 500 наукових праць, у тому числі 20 книг (підручники, навчальні посібники, довідники, тлумачні словники, науково-популярні книги, карти та атласи). Серед яких:
- Берлянт А. М. Картографический метод исследования. — М., 1978.
- Берлянт А. М. Карта — второй язык географии. — М., 1985.
- Берлянт А. М. Образ пространства: карта и информация. — М., 1986.
- Берлянт А. М. Использование карт в науках о Земле // Картография. — М., 1986.
- Берлянт А. М. Картография и геоинформатика. — М., 1991.
- Берлянт А. М. Теоретические проблемы картографии. — М., 1993.
- Берлянт А. М. Геоиконика. — М., 1996.
- Берлянт А. М. Геоинформационное картографирование. — М., 1997.
- Берлянт А. М. Картография и телекоммуникация. — М., 1998.
- Берлянт А. М., Ушакова Л. А. Картографические анимации. — М., 2000.
- Берлянт А. М. Виртуальные геоизображения. — М., 2001.
- Берлянт А. М. Картография. Учебник для университетов. — М., 2001.
- Берлянт А. М. Карта. Краткий толковый словарь. — М., 2003.
- Берлянт А. М.  — М. : Научный мир, 2005. — 424 с. — ISBN 5-89176-309-5. Архівовано з джерела 10 травня 2021

## Нагороди та відзнаки
- 1980 — Премія імені Д. М. Анучина, за монографію «Картографічний метод дослідження»[2].
- 1990 — Золота медаль імені М. М. Пржевальського від Російського географічного товариства[2].
- 1999 — Ломоносовська премія, II премія за цикл робіт «Теорія і методи використання карт в науках про Землю»[2].
- 1999 — Звання «Почесний геодезист» від Федеральної служби геодезії і картографії Росії[2].
- Чотири рази (1997—2000) був удостоєний звання Соросівського професора[2].
- 2002 — Заслужений діяч науки Російської Федерації[2].
- 2004 — Заслужений професор Московського університету[2].